# Antonio Giuseppe Sartori

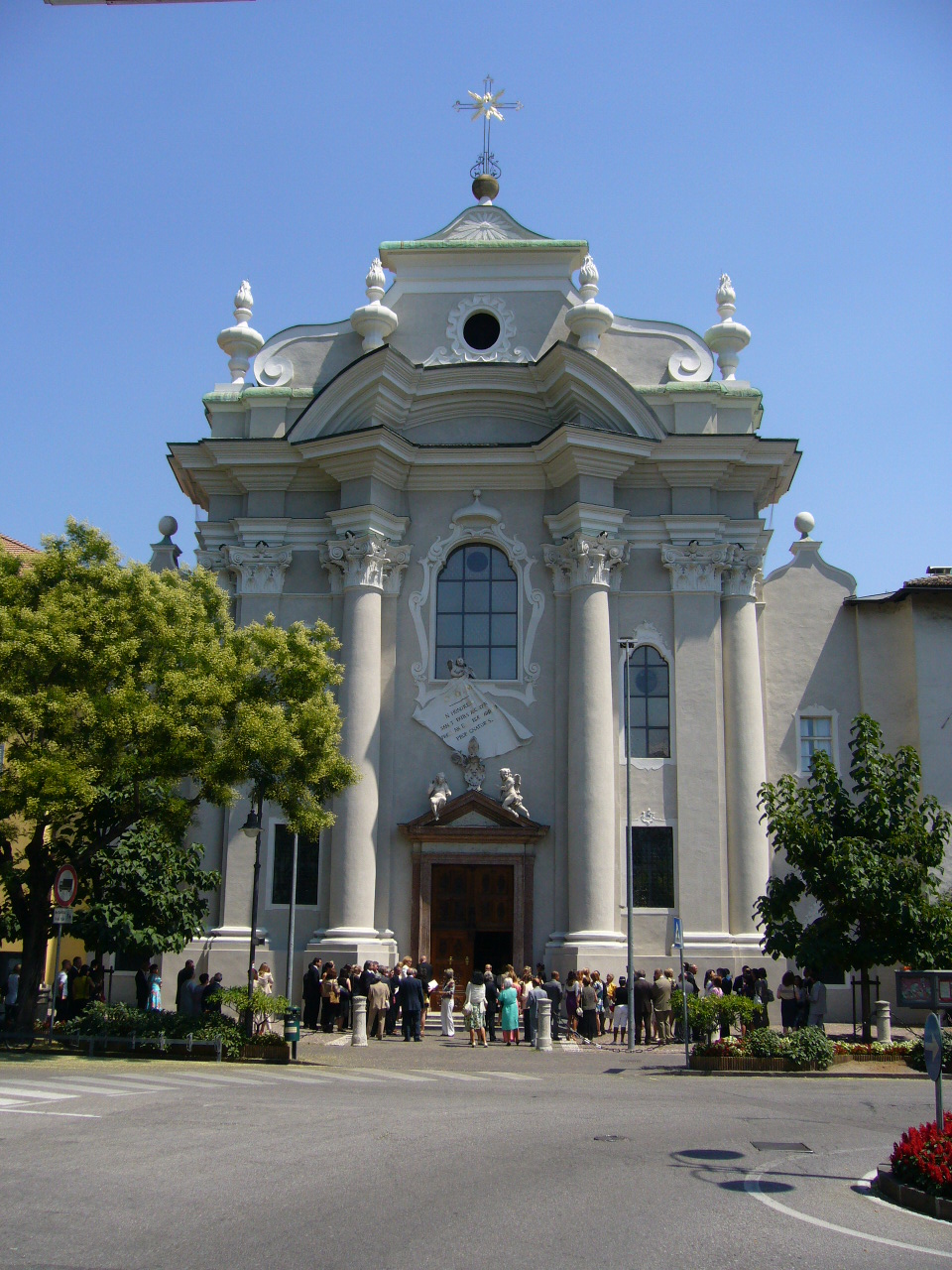
Chiesa di Sant'Agostino Gries (1769–1771)

Antonio Giuseppe Sartori (Castione, 21 agosto 1714 – Vienna, 16 agosto 1792) è stato uno scultore e architetto trentino.

## Biografia e opere
Appartenente ad una famiglia di marmisti di Castione operante come lapicidi dalla fine del XVI secolo, fu figlio di Rocco e fratello minore di Domenico. Imparò l'arte di lapicida presso l'officina di suo padre. Andò a Roma per dedicarsi alla scultura e all'architettura. Ritornò nel 1738 a Castione per lavorare prima con il padre e dal 1742 dopo la morte di quest'ultimo con suo fratello Domenico che aveva assunto la guida dell'officina.
Scultore e architetto di grande talento, lavorò nel Tirolo, in Germania e in Ungheria. Tra i suoi lavori, la chiesa di Sant'Agostino dell'Abbazia di Muri-Gries a Bolzano.